# نیوبات پتاسیم سدیم
نیوبات پتاسیم سدیم، یک عضو نسبتاً جدید در خانواده پیزوسرامیک، دارای خواص پیزوالکتریک تقریباً مشابه PZT، اما بدون سرب به عنوان ماده سازنده، است. سرامیک‌های پیزوالکتریک بدون سرب سازگار با محیط زیست در دهه گذشته به‌طور گسترده‌ای مورد مطالعه قرار گرفته‌اند، به‌ویژه در سیستم‌های مبتنی بر یک ترکیب پروسکایت نیوبات که به صورت K,Na)NbO3) به اختصار (KNN) فرموله شده‌است، البته این ماده با نام‌های NKN یا KNN نیز شناخته می‌شود. برای دهه‌ها است که سرامیک تیتانات زیرکونات سرب (PZT) به دلیل خواص عالی و انعطاف‌پذیری آن از نظر تغییرات ترکیبی، بر بازار تسلط یافته‌است. با این حال، مقدار زیادی سرب موجود در مواد PZT در دهه گذشته به دلیل نگرانی‌های زیست‌محیطی و همچنین مقررات دولتی در برابر مواد خطرناک، توجه بسیاری را به خود جلب کرده‌است. در میان تمام مواد بدون سرب، از زمانی که سایتو و همکاران موفقیتی در سرامیک‌های KNN بهبود یافته با Sb, Li و Ta در سال ۲۰۰۴ بدست آوردند، سرامیک‌های نیوبات قلیایی بر اساس KNN توجه زیادی را به خود جلب کرده‌اند. اگرچه به‌طور معمول سرامیک‌های خالص KNN دارای ثابت پیزوالکتریک d33 متوسط در حدود pC/N 80 هستند، اما مقدار گزارش شده توسط سایتو و همکاران به طرز حیرت‌انگیزی تا pC/N 416 رسید. از طرف دیگر، ویژگی قابل توجه سرامیک KNN در سازگاری ذاتی با الکترود نیکل نهفته‌است، که در مورد PZT وجود ندارد. با این حال، مواد جدید به احتمال زیاد در کاربرد موفق نخواهند شد، مگر اینکه مزایای بسیار بیشتری نسبت به نمونه‌های معمولی خود ارائه دهد. از نظر فنی، پیزوسرامیک‌های بدون سرب، از جمله مواد مبتنی بر KNN، قادر به رقابت در خانواده‌های موجود PZT در برخی از برنامه‌ها هستند. با این حال، برای آنها سخت است که با سود قابل توجهی از PZT پیشی بگیرند.
مواد پیزوالکتریک انرژی مکانیکی را به انرژی الکتریکی تبدیل می‌کند و بالعکس. در بسیاری از زمینه‌های مهم مانند وسایل نقلیه موتوری، تجهیزات پزشکی، نظامی و هوافضا مورد استفاده قرار گرفته‌اند. پیزوسرامیک‌های با کارایی بالا از مهمترین و پرکاربردترین مواد پیزوالکتریک هستند و به همین دلیل تحقیق در مورد این موضوع در راس مطالب پیشرفته با فناوری پیشرفته است. از دهه ۱۹۵۰ میلادی، سرامیک‌های مبتنی بر PZT به دلیل ثابت‌های پیزوالکتریک عالی (d33 ≈ 200-750 pC/N) و دمای کوری بالا (TC = ۱۸۰−۳۲۰ درجه سانتیگراد) بسیار مورد توجه قرار گرفته‌اند و در حال حاضر در بسیاری از دستگاه‌های الکترونیکی (به عنوان مثال، سنسورها، محرک‌ها، مبدل‌های اولتراسونیک و غیره) استفاده می‌شود. اخیراً، تولید پیزوالکتریک بدون سرب به دلیل نگرانی‌های زیست‌محیطی توجه زیادی را در هر دو زمینه علمی و صنعتی جلب کرده‌است. محتوای سرب (∼۶۰ درصد وزنی) PZT باعث ایجاد نگرانی‌های زیست‌محیطی در طول آماده‌سازی، فرایند و حتی دفع آنها می‌شود. برای حفظ سلامت محیط زیست، کشورها تلاش زیادی برای تحقیق و توسعه (تحقیق و توسعه) مواد پیزوالکتریک بدون سرب کرده‌اند، و علاوه بر این، قوانین و مقررات اعمال یا بهبود یافته‌اند. در میان نامزدهای بدون سرب، K,Na)NbO3) یا به اختصار KNN به دلیل داشتن d33 و TC زیاد، به یکی از سیستمهای پیزوالکتریک با بیشترین تحقیق در ۱۰ سال گذشته تبدیل شده‌است. اخیراً، تعدادی از کشورها سرمایه انسانی و منابع مالی قابل توجهی را برای مطالعه پیزوسرامیک‌های مبتنی بر KNN سرمایه‌گذاری کرده‌اند و موفقیت‌های چشمگیری نیز حاصل شده‌است.

## ساختار بلوری
هر ماده ای با ساختار کریستالی مشابه اکسید تیتانیوم کلسیم (CaTiO3) به ساختار پروسکایتی معروف است. پروسکایتها نام خود را از این ماده معدنی می‌گیرند، که برای اولین بار در کوهستان‌های اورال روسیه توسط گوستاو رز در سال ۱۸۳۹ کشف شد و نام آن به افتخار زمین‌شناس روسی، الکسویچ پروسکی (Alekseevich Perovski) نامگذاری شده‌است. فرمول شیمیایی کلی برای ترکیبات پروسکایت ABX3 است، 'A' و 'B دو کاتیون با اندازه‌های بسیار متفاوت هستند و X آنیونی است که به هر دو پیوند می‌دهد. اتمهای "A" بزرگتر از اتمهای "B" هستند. ساختار مکعب ایده‌آل دارای کاتیون B با عدد همسایگی ۶ است که توسط هشت وجهی آنیون‌ها احاطه شده‌است، و کاتیون A دارای عدد همسایگی ۱۲ است.
ترکیبات طبیعی با این ساختار عبارتند از: پروسکایت، لوپاریت، و سیلیکات پروسکایتی bridgmanite. ساختار پروسکایت یکی از ساختارهای سه تایی مواد با فرمول عمومی ABO3 است. ساختاری که مدتی است کشف شده، اما ویژگی‌های جالب توجهی دارد که پژوهشگران همچنان در پی بهبود و یافتن کاربردهایی در راستای این ویژگی‌ها هستند.
یکی از پرکاربردترین مواد دارای ساختار پروسکایت BaTiO3 است. ویژگی خاص این ماده داشتن خاصیت فروالکتریک و ثابت دی لکتریک بالاست، که باعث شده این ماده در حوزه ذخیره انرژی کاربرد داشته باشد. نیوبات پتاسیم سدیم نیز دارای ساختار پروسکایتب است و خواص پیزوالکتریسیته آن ناشی از همین ساختار است.

## رفتار پیزوالکتریک
پیزوالکتریسیته بار الکتریکی است که در برخی مواد جامد (مانند بلورها، سرامیک‌های خاص و مواد بیولوژیکی مانند استخوان، دی ان ای و پروتئین‌های مختلف) در پاسخ به فشار مکانیکی اعمالی، ایجاد می‌شود. کلمه پیزوالکتریک به معنای برق ناشی از فشار و گرمای نهان است. از کلمه یونانی πιέφραν، piezein مشتق شده‌است، که به معنی فشار یا فشار دادن است و ἤlekτρον ēlektron که به معنی کهربا، منبع باستانی بار الکتریکی است. فیزیکدانان فرانسوی ژاک و پیر کوری در سال ۱۸۸۰ پیزوالکتریک را کشف کردند. برخی از مواد بلوری بارهای الکتریکی را تحت فشار مکانیکی ایجاد می‌کنند و برعکس در صورت وجود میدان الکتریکی فشار مکانیکی را تجربه می‌کنند.
در سال ۱۸۸۱، لیپمن اثر پیزوالکتریک معکوس را از نظر ریاضی استنباط کرد. برادران کوری بلافاصله وجود اثر پیزوالکتریک معکوس را تأیید کردند. تولید بار الکتریکی در نتیجه نیرویی است که بر روی مواد اعمال می‌شود. قبل از قرار دادن ماده در معرض فشار خارجی، مراکز بارهای منفی و مثبت هر مولکول با یکدیگر منطبق می‌شوند - که منجر به یک مولکول خنثی برقی می‌شود. با این وجود، در صورت وجود فشار مکانیکی خارجی، شبکهٔ داخلی تغییر شکل می‌دهد، بنابراین باعث جداسازی مراکز مثبت و منفی مولکول و ایجاد دوقطبی کوچک می‌شود. در نتیجه قطبهای متضاد روبروی هم در داخل مواد یکدیگر را خنثی می‌کنند و بارهای باقیمانده روی سطح ظاهر می‌شود یعنی ماده قطبی شده‌است. این قطبی سازی یک میدان الکتریکی را ایجاد می‌کند که می‌تواند برای تبدیل انرژی مکانیکی مورد استفاده در تغییر شکل مواد به انرژی الکتریکی استفاده شود.

### اثر مستقیم و معکوس
هنگامی که مواد پیزوالکتریک در معرض فشار خارجی قرار بگیرند، دوقطبی‌های الکتریکی موجود در بلور به گونه ای جهت‌گیری می‌کنند که بلور بارهای مثبت و منفی را در جهات مخالف ایجاد می‌کند و در نتیجه یک میدان الکتریکی در سراسر بلور ایجاد می‌شود. ژاک و پیر کوری برای اولین بار این اثر را در سال ۱۸۸۰ در کریستال کوارتز مشاهده کردند و این را پیزو الکتریک نامیدند. «پیزو» به معنی فشار. این اثر را اثر پیزوالکتریک مستقیم می‌نامند.
هنگامی که این مواد در معرض میدان الکتریکی خارجی قرار بگیرند، جابجایی نامتقارن آنیون‌ها و کاتیون‌ها ایجاد می‌شود که باعث تغییر شکل قابل توجه شبکه کریستال می‌شوند. فشار در ماده پیزوالکتریک بسته به قطبی بودن میدان اعمالی، کششی یا فشاری است. این اثر را اثر پیزوالکتریک غیر مستقیم می‌نامند. این دقیقاً برعکس اثر پیزو الکتریک غیرمستقیم فوق است.

## پیزوسرامیک
سرامیک‌های پیزوالکتریک از مواد تشکیل دهنده به صورت پودر یا گرانول ریز تهیه می‌شوند. سرامیک‌های پیزوالکتریک ترد و مستعد شکستگی هستند: مقاومت نهایی کمتر از 100 [MPa/] است، در حالی که چقرمگی شکستگ بین ۵/۰ تا 2 [MPa] است. علاوه بر این، به دلیل سرامیک بودن، این مواد بسیار ناهمگن هستند و باعث ایجاد ترک و حفره در فرایند تولید یا در حین کار آنها می‌شوند. هنگامی که این اتفاق می‌افتد، غلظت میدان‌های الکتریکی و تنش زیاد در اطراف عیب ظاهر می‌شود، و نمی‌تواند عملکردی را که برای آن طراحی شده انجام دهد. دو امکان چگونگی ایجاد ناهمسانگردی در پلی کریستال ساخته شده از دانه‌ها وجود دارد، ۱) اندازه و شکل دانه ۲) تراز لحظه ای دو قطبی که برای پیزوالکتریک مورد نیاز است.
خانواده سرامیک‌های دارای ساختارهای پروسکایت یا تنگستن- برنز، خواص پیزوالکتریک از خود نشان می‌دهند. سیستم‌های بدون سرب را می‌توان در چهار گروه مانند بیسموت لایه‌ای (Bi-layer) بیسموت پروسکیتی (Bi-perovskite)، تنگستن-برنز و نیوبات‌های قلیایی (NKN) گروه‌بندی کرد.
مواد سرامیکی پیزوالکتریک پلی کریستالی هستند که از دانه‌های ریز ساخته شده‌اند (معمولاً ۱–۱۰ میکرومتر)، که از نظر ماکروسکوپی یکسان هستند. منشأ دانه‌ها، شکل‌های آنها، توزیع اندازه و چیدمان آنها در بافت برای خواص ماده ماکروسکوپی حاصل بسیار مهم است. مواد پیزوسرامیک دارای خواص فروالکتریک هستند. سرامیکها با دانه‌های تصادفی جهت‌دار باید فروالکتریک باشند تا خاصیت پیزوالکتریک از خود نشان دهند. خانواده‌های سرامیک با ساختارهای پروسکایتی و ساختارهای مرتبط، دارای اثر پیزوالکتریسیته هستند.
سرامیک‌های فروالکتریک عاری از سربی که تاکنون مورد بررسی قرار گرفته‌اند را می‌توان به سه گروه کلی دسته‌بندی نمود:
- ترکیبات با ساختار پروسکایت
- فروالکتریک‌هایی بر پایه ترکیبات لایه‌های بیسموت BLSF
- فروالکتریک‌هایی با ساختار تنگستن-برنز

در میان این سه گروه، فروالکتریک‌های با ساختار پروسکایت به علت خواص عالی که دارند بیشتر مورد توجه اند. BLSF ها به علت حضور لایه‌های بیسموت، ناهمسانگردی شدیدی در خواص داشته و فرو الکتریک‌هایی که ساختار تنگستن-برنز دارند عموماً خواص پیزوالکتریسیته ضعیف تری نسبت به دو گروه اول دارند.

### تیتانات زیرکونات سرب (PZT)
سالهاست که PZT و ترکیبات فروالکتریک پایه سربی به علت دارا بودن خواص فوق‌العاده به عنوان مهم‌ترین مواد پیزوالکتریک شناخته شده و کاربردهای فراوان و متنوعی در صنایع مختلف یافته‌اند. دلیل این پیشرفت سریع را می‌تواند نیاز شدید صنایع مربوطه به موادی با خواص دی‌الکتریک، پیزوالکتریک و ضرایب کوپلینگ الکترومکانیکی بالا دانست. از سال ۱۹۵۴ که خاصیت پیزوالکتریسیته در PZT کشف شد تا کنون تلاشهای بیشماری برای بهبود خواص آن صورت گرفته‌است است.
از طرف دیگر، سرب و ترکیبات آن به عنوان مواد سمی و درنتیجه خطرناک شناخته می‌شوند زیرا علاوه بر آلودگی مستقیم ناشی از مواد زائدی که در فرایند تولیدشان ایجاد می‌شود، محصولاتی که شامل مبدل‌های پایه PZT باشند نیز غیرقابل بازیافت هستند. به علاوه سمی بودن اکسید سرب و فشار بخار بالای آن در طول فرایند تولید نیز سبب شده‌است تا تقاضا برای محصولات جایگزین رو به افزایش باشد.

### نیوبات پتاسیم-سدیم (KNN)
از مهمترین ترکیبات پیزوالکتریک عاری از سربی که اخیراً نیز تحقیقات فراوانی بر روی سرامیک آن آغاز شده‌است، ترکیبات خانواده نایوبات‌های قلیایی و به‌طور مشخص نایوبات پتاسیم سدیم است. ترکیبات KNbO3 و NaNbO3 به ترتیب دارای ساختاری فروالکتریک و آنتی فروالکتریک و دمای کوری ۴۳۵ و ۳۵۵ درجه سانتیگراد هستند. محلول جامد [KNbO3-NaNbO3 [KNN از جهات زیادی به PZT شبیه است،  همانند PZT   از ترکیب دو فاز فروالکتریک و آنتی فروالکتریک تشکیل شده و در درصدهای مولی برابری از NaNO3 و KNbO3  دارای مرز فازی مورفوتروپیک (MPB) است. تک بلور KNN برای اولین بار در سال ۱۹۵۸ و سرامیک آن یک سال بعد ساخته شد و خواص پیزوالکتریک آنها مورد بررسی قرار گرفت. دانسیته تئوری KNN خالص دوپ نشده برابر ۴٫۵۱ گرم بر سانتی‌متر مکعب می‌باشد.
رسیدن به دانسیته‌های بالا در فرایند ساخت سرامیک نایوبات پتاسیم سدیم دوپ نشده به چند دلیل دشوار است. اول اینکه پایداری فاز نایوبات پتاسیم به ۱۰۴۰ درجه سانتیگراد و نایوبات پتاسیم سدیم به ۱۱۴۰ درجه سانتیگراد محدود می‌شود و در نتیجه زینتر در دمای بالا امکان‌پذیر نیست. مسئله دوم، تبخیر اکسیدهای قلیایی تشکیل دهنده این مواد در دمای بالا است که منجر به تغییر استوکیومتری ترکیب می‌شود. تغییرات اندک در استوکیومتری چه در منطقه غنی از نایوبیوم و چه در منطقه غنی از پتاسیم، سبب تشکیل فازهای اضافه می‌گردد که برخی از آنها شدیداً نم پذیر بوده و در صورتی که نمونه در معرض رطوبت قرار گیرد، منجر به تجزیه و از هم پاشیدگی آن خواهد شد. دمای زینتر KNN خالص در محدوده ۱۰۹۰ تا ۱۱۲۰ درجه سانتیگراد می‌باشد.
| tan δd | Kp   | TO-T (°C) | TC (°C) | d33 (pC/N) | εr   | فرمول شیمیایی                                            |
| ------ | ---- | --------- | ------- | ---------- | ---- | -------------------------------------------------------- |
| ۰٫۰۱   | ۰٫۳۷ | ۰         | ۱۱۵     | ۱۹۰        | ۱۷۰۰ | BaTiO3                                                   |
| ۰٫۰۲   | ۰٫۴۵ | ۲۱۰       | ۴۲۰     | ۱۶۰        | ۵۰۰  | (K0.5Na0.5)NbO3 (Hot Pressed)                            |
| ۰٫۰۲   | ۰٫۳۶ | ۱۹۵       | ۴۲۰     | ۸۰         | ۲۹۰  | (K0.5Na0.5)NbO3 (Air Fired)                              |
| N/A    | ۰٫۶۱ | ۲۵~       | ۲۵۳     | ۴۱۶        | ۱۵۷۰ | LF4T (textured) (K0.44Na0.52Li0.04)(Nb0.84Ta0.1Sb0.06)O3 |
| ۰٫۰۴   | ۰٫۳۶ | ۵۵        | ۴۳۰     | ۲۰۰        | ۵۷۰  | KNN – 5% LiTaO3                                          |
| ۰٫۰۴   | ۰٫۴۲ | ۷۰        | ۴۶۰     | ۲۳۵        | ۵۰۰  | KNN – 6% LiNbO3                                          |
| ۰٫۰۲   | ۰٫۵۰ | ۳۵        | ۳۶۸     | ۲۶۵        | ۱۳۸۰ | KNN – 5.2% LiSbO3                                        |
| ۰٫۰۲   | ۰٫۵۹ | -         | ۱۹۰     | ۵۹۰        | ۳۴۰۰ | PZT 5H (Soft)                                            |
| ۰٫۰۰۴  | ۰٫۵۳ | -         | ۳۰۰     | ۲۲۵        | ۱۰۰۰ | PZT 8 (Hard)                                             |